# Lagny
Lagny és un municipi francès, situat al departament de l'Oise i a la regió dels Alts de França. L'any 2007 tenia 491 habitants.

## Demografia

### Població
El 2007 la població de fet de Lagny era de 491 persones. Hi havia 192 famílies de les quals 49 eren unipersonals (29 homes vivint sols i 20 dones vivint soles), 57 parelles sense fills, 78 parelles amb fills i 8 famílies monoparentals amb fills.
La població ha evolucionat segons el següent gràfic:
Habitants censats

### Habitatges
El 2007 hi havia 226 habitatges, 191 eren l'habitatge principal de la família, 16 eren segones residències i 18 estaven desocupats. Tots els 225 habitatges eren cases. Dels 191 habitatges principals, 154 estaven ocupats pels seus propietaris, 33 estaven llogats i ocupats pels llogaters i 4 estaven cedits a títol gratuït; 9 tenien dues cambres, 15 en tenien tres, 58 en tenien quatre i 108 en tenien cinc o més. 153 habitatges disposaven pel capbaix d'una plaça de pàrquing. A 92 habitatges hi havia un automòbil i a 84 n'hi havia dos o més.

### Piràmide de població
La piràmide de població per edats i sexe el 2009 era:
| Homes | Edats   | Dones |
| ----- | ------- | ----- |
| 0     | 95 o +  | 0     |
| 0     | 90 a 94 | 0     |
| 8     | 85 a 89 | 4     |
| 0     | 80 a 84 | 4     |
| 8     | 75 a 79 | 8     |
| 12    | 70 a 74 | 8     |
| 8     | 65 a 69 | 8     |
| 20    | 60 a 64 | 12    |
| 16    | 55 a 59 | 16    |
| 8     | 50 a 54 | 16    |
| 32    | 45 a 49 | 24    |
| 8     | 40 a 44 | 12    |
| 20    | 35 a 39 | 12    |
| 24    | 30 a 34 | 20    |
| 8     | 25 a 29 | 16    |
| 8     | 20 a 24 | 16    |
| 8     | 15 a 19 | 16    |
| 16    | 10 a 14 | 8     |
| 16    | 5 a 9   | 16    |
| 16    | 0 a 4   | 8     |

## Economia
El 2007 la població en edat de treballar era de 308 persones, 234 eren actives i 74 eren inactives. De les 234 persones actives 216 estaven ocupades (125 homes i 91 dones) i 18 estaven aturades (11 homes i 7 dones). De les 74 persones inactives 24 estaven jubilades, 18 estaven estudiant i 32 estaven classificades com a «altres inactius».

### Ingressos
El 2009 a Lagny hi havia 196 unitats fiscals que integraven 516 persones, la mediana anual d'ingressos fiscals per persona era de 18.478,5 €.

### Activitats econòmiques
Dels 11 establiments que hi havia el 2007, 1 era d'una empresa alimentària, 1 d'una empresa de fabricació de material elèctric, 2 d'empreses de construcció, 2 d'empreses de comerç i reparació d'automòbils, 2 d'empreses de transport, 1 d'una empresa d'hostatgeria i restauració i 2 d'empreses de serveis.
Els 2 serveis als particulars que hi havia el 2009 eren fusteries.
L'únic establiment comercial que hi havia el 2009 era una fleca.
L'any 2000 a Lagny hi havia 14 explotacions agrícoles que ocupaven un total de 792 hectàrees.

## Equipaments sanitaris i escolars
El 2009 hi havia una escola elemental integrada dins d'un grup escolar amb les comunes properes formant una escola dispersa.

## Poblacions més properes
El següent diagrama mostra les poblacions més properes.